# Gabriel de Saluzzo
Gabriel Ludovico del Vasto (Saluzzo, 26 de septiembre de 1501 – Pinerolo, 29 de julio de 1548) fue marqués de Saluzzo desde 1537 hasta 1548. Fue el cuarto y último hijo de Ludovico II de Saluzzo y de Isabel de Montferrato.

## Biografía
Como el hijo menor de un gran noble, Gabriel Ludovico del Vasto dedicó su vida a la carrera eclesiástica, siendo el primer prior de la abadía de Staffarda.  En el momento en que murió su hermano Francesco Ludovico, Gabriel resultó ser el único heredero directo de su padre, así que renunció a su carrera eclesiástica para hacerse cargo del marquesado.
Pero después de años de guerras en décadas anteriores el estado estaba totalmente arruinado y sometido a Francia y la gobernabilidad era cada vez más difícil ante las presiones de España, Francia y Saboya.
Para asegurar su descendencia, se casó con Marie Madeleine d'Annebault, vizcondesa de Pont-Audemer, hija del mariscal Claude d'Annebault y Françoise Tournemine. La pareja permanece sin hijos.
El 23 de febrero de 1548 los representantes de los Comunes de Saluzzo se reunieron para decidir el futuro de la nación. Decidieron la pérdida de autonomía del marquesado y la sumisión a Francia en el marco de baja intensidad entre la octava y la novena de las guerras italianas. Gabriel fue depuesto y en 1549 Enrique II de Francia anexionó el marquesado de Saluzzo al Delfinado como preparación a la nueva guerra italiana aprovechando que los ingleses estaban ocupados con la guerra del cortejo duro y no apoyarían en esta ocasión a la Monarquía Hispánica.
| Predecesor: Francesco Ludovico | Marqués de Saluzzo 1537 - 1548 | Sucesor: anexionado al Delfinado |